# Douglas Gap
Koordinaten: 71° 5′ S, 167° 44′ O
Das Douglas Gap ist eine mit Gletschereis angefüllte und 2,5 km breite Scharte im ostantarktischen Viktorialand. In den Anare Mountains liegt sie zwischen den Hedgpeth Heights und den Quam Heights.
Der United States Geological Survey kartierte sie anhand eigener Vermessungen und Luftaufnahmen der United States Navy aus den Jahren von 1960 bis 1963. Das Advisory Committee on Antarctic Names benannte sie 1970 nach Donald S. Douglas, Biologe des United States Antarctic Research Program der Hallett-Station in den antarktischen Sommermonaten von 1959 bis 1960 und von 1960 bis 1961.